# Eugène Gabriels
Eugène Paul Constant Gabriels (* 27. November 1895 in Gent; † 28. Juli 1969 in ebenda) war ein belgischer Ruderer.

## Biografie
Eugène Gabriels nahm an den Olympischen Sommerspielen 1924 in Paris teil. Mit Alphonse De Wette und Steuermann Marcel Wauters schied er im Vorlauf der Zweier mit Steuermann-Regatta aus.